# PGA Kampioenschap (Zweden)
Het PGA Kampioenschap in Zweden is een jaarlijks strokeplaykampioenschap voor golfprofessionals die lid zijn van de Zweedse Professional Golfers Associatie (PGA), die in 1976 werd opgericht. De Zweedse PGA Kampioenschappen waren voordien bestemd voor de overkoepelende Scandinavische PGA die in 1932 werd opgericht. Het Skandinavische PGA Kampioenschap speelde om de Dunlop Cup.
In 1998 en 2000 werd het toernooi gewonnen door de Schot Terry Burgoyne, die in 1982 met een Zweedse trouwde en in Zweden bleef wonen. Hij speelt nu op de Europese Senior Tour.
Sinds 1997 is er ook een PGA Kampioenschap voor dames.
| Jaar                          | Winnaar                       |                     |
| Scandinavian PGA Championship | Scandinavian PGA Championship |                     |
| ----------------------------- | ----------------------------- | ------------------- |
| 1970                          | Peter Chamberlain             |                     |
| 1971                          | Alan Turnbull                 |                     |
| 1972                          | Ian Rosell                    |                     |
| 1973                          | Eric Dawson                   |                     |
| 1974                          | Keith Preston                 |                     |
| 1975                          | Gunnar Mueller                |                     |
| 1976                          | John Cockin                   |                     |
| Swedish PGA Championship      |                               |                     |
| 1977                          | Hans Hedjerson                |                     |
| 1978                          | Gunnar Mueller                |                     |
| 1979                          | Gunnar Mueller                |                     |
| 1980                          | Peter Lindvall                |                     |
| 1981                          | Gunnar Mueller                |                     |
| 1982                          | Anders Forsbrand              |                     |
| 1983                          | Mats Lanner                   |                     |
| 1984                          | Per-Arne Brostedt             |                     |
| 1985                          | Per-Arne Brostedt             |                     |
| 1986                          | Magnus Persson                |                     |
| 1987                          | Carl Magnus Strömberg         |                     |
| 1988                          | Vijay Singh                   |                     |
| 1989                          | Leif Hederström               |                     |
| 1990                          | Adam Mednick                  |                     |
| 1991                          | Johan Ryström                 |                     |
| 1992                          | Steven Bottomley              |                     |
| 1993                          | Fredrik Andersson Hed         |                     |
| 1994                          | Adam Mednick                  |                     |
| 1995                          | Dennis Edlund                 |                     |
| 1996                          | Max Anglert                   |                     |
| Jaar                          | Winnaar                       | Winnares            |
| 1997                          | Mikael Krantz                 | Katharina Larsson   |
| 1998                          | Terry Burgoyne                | Pernilla Sterner    |
| 1999                          | Per Larsson                   | Marie Hedberg       |
| 2000                          | Terry Burgoyne                | Malin Burström      |
| 2001                          | Christopher Pottier           | Maria Bodén         |
| 2002                          | Thomas Besancenez             | Helena Svensson     |
| 2003                          | Titch Moore                   | Filippa Helmersson  |
| 2004                          | Matthew King                  | Linda Wessberg      |
| 2005                          | David Patrick                 | Nina Reis           |
| 2006                          | Rikard Karlberg               | Sofia Johansson     |
| 2007                          | Rikard Karlberg               | Caroline Hedwall    |
| 2008                          | Jonas Enander-Hedin           | Catrin Nilsmark     |
| 2009                          | Alexander Björk               | Elin Emanuelsson    |
| 2010                          | Magnus Persson                | Johanna W Johansson |
| 2011                          | Steven Jeppesen               | Viva Schlasberg     |
| 2012                          | Niklas Lemke                  | Pamela Pretswell    |
| 2013                          | Niklas Bruzelius              | Linn Andersson      |